# Левські (Лом)
Левські (Лом) — болгарський футбольний клуб з міста Лом.
Проводить свої домашні матчі на Міському стадіоні з місткістю 7 000 глядачів. Основні кольори клубу — синій і білий.

## Історія клубу
Початок футболу в Ломі поклав учитель гімнастики в місцевій середній гімназії Найдена Герова швейцарець Луї Аєр у 1894 році. У 1903 році гімназисти також створили першу в місті футбольну команду, яку назвали «Найден Геров».
20 червня 1921 року було засновано СК «Левські», який у 1924 році став членом Болгарської національної спортивної організації. Наступного року спортивний клуб «Левські» об'єднався зі Спортивним клубом «Славейков» (Лом). У 1928 та 1934 роках він посідав 5-е місце в державному чемпіонаті, а в 1939 році дійшов до чвертьфіналу Царського кубка. У 1937 році СК «Левські» зіграв у Ломі товариський матч з національною збірною Болгарії, програвши 3:4.
Після Другої світової війни всі спортивні клуби були закриті та створено Спортивний клуб «Левські-45». У 1946 році СК «Левський-45» було перейменовано на СК «Визрожденець», а наступного року — на СК «Републіканець».
У 1948 та 1949 роках у місті було засновано ФК «Ботев», ФК «Дунав», ФК «Торпедо», ФК при Будинку народної армії, ФК «Строїтел», ФК «Динамо», ДСО «Урожай» та «Спартак-МВР», ДСО «Локомотив» та ДСО «Червено знаме».
У 1954 році ДСО «Локомотив» вийшов до Групи Б, другого дивізіону країни. Наступного року «Локомотив» та «Червено знаме» об'єдналися під назвою ФД «Левські». У 1956 році клуб був переможцем Північно-західної Групи Б і потрапив у перехідний турнір за право зіграти у вищому дивізіоні країни, але зайняв у ньому останнє місце. А вже у 1957 році ФД «Левські» вилетів до Північно-західної групи В, третьої ліги країни.
ФД «Левські» знову повернувся у Північну групу Б лише у 1967 році. Того ж року він зіграв у Ломі товариський матч зі збірною, програвши 1:5.
У 1969 році ФД «Левські» було перейменовано на ФД «Дунав», який 1973 року знову вилетів до Північно-західної групи В, але в 1975 році повернувся назад. У 1976 році клуб остаточно вилетів з другого дивізіону.
У 1990 році він був перейменований у ФК «Левські» і повернувся в Північну групу Б у 1993 році, але не зміг закінчити сезон.
У 2003 році команда була відновлена під назвою «Марія Луїза» (Лом). У 2004 році вона приєдналась до Північно-західної групи B, де грала до літа 2009 року, після чого відмовилась від участі, незважаючи на те, що клуб показав найкращий результат за всі п'ять сезонів — 7 місце.
У 2010/11 році, після однорічної перерви, клуб взяв участь у регіональному чемпіонаті «А» ОФГ Монтана, фінішувавши на 4-му місці, а після закінчення сезону відмовився від подальшої участі.
У 2012 році в місті Лом був зареєстрований ФК «Левські 2012». У 2014 році була створена чоловіча команда, яка була включена до чемпіонату «Б» ОФГ Монтана, п'ятого за рівнем дивізіону країни. Багато гравців прийшли із розпущеної команди «Алмус беер» (Сталійська махала), спонсор якої Олег Методієв, почав спонсорувати «Левські». Команда посіла 2-е місце, але була запрошена взяти участь у чемпіонаті «A» ОФГ Монтана на сезон 2015/16 років. Там 17 травня 2016 року «Левські 2012» був виключений із чемпіонату через третю технічну поразку без поважних причин, а його опоненти отримали технічні перемоги з рахунком 3: 0 до кінця сезону.

## Досягнення клубу
- Чвертьфіналіст Царського кубка
- 8 участей у державній першості (1928, 1929, 1932, 1933, 1934, 1935, 1942, 1943). Найкращий результат — 5 місце (1928, 1934)
- 1 участь у Республіканській першості (1947)
- 9 місце у Північній групі Б (1969)
- 1 місце у Північно-західній групі Б  (1956)

## Відомі футболісти
- Людмил Горанов
- Стефан Юруков
- Генадій Симеонов
- Александар Янакієв
- Милчо Горанов
- Іво Железаров
- Йордан Йорданов